# Villa Olmo

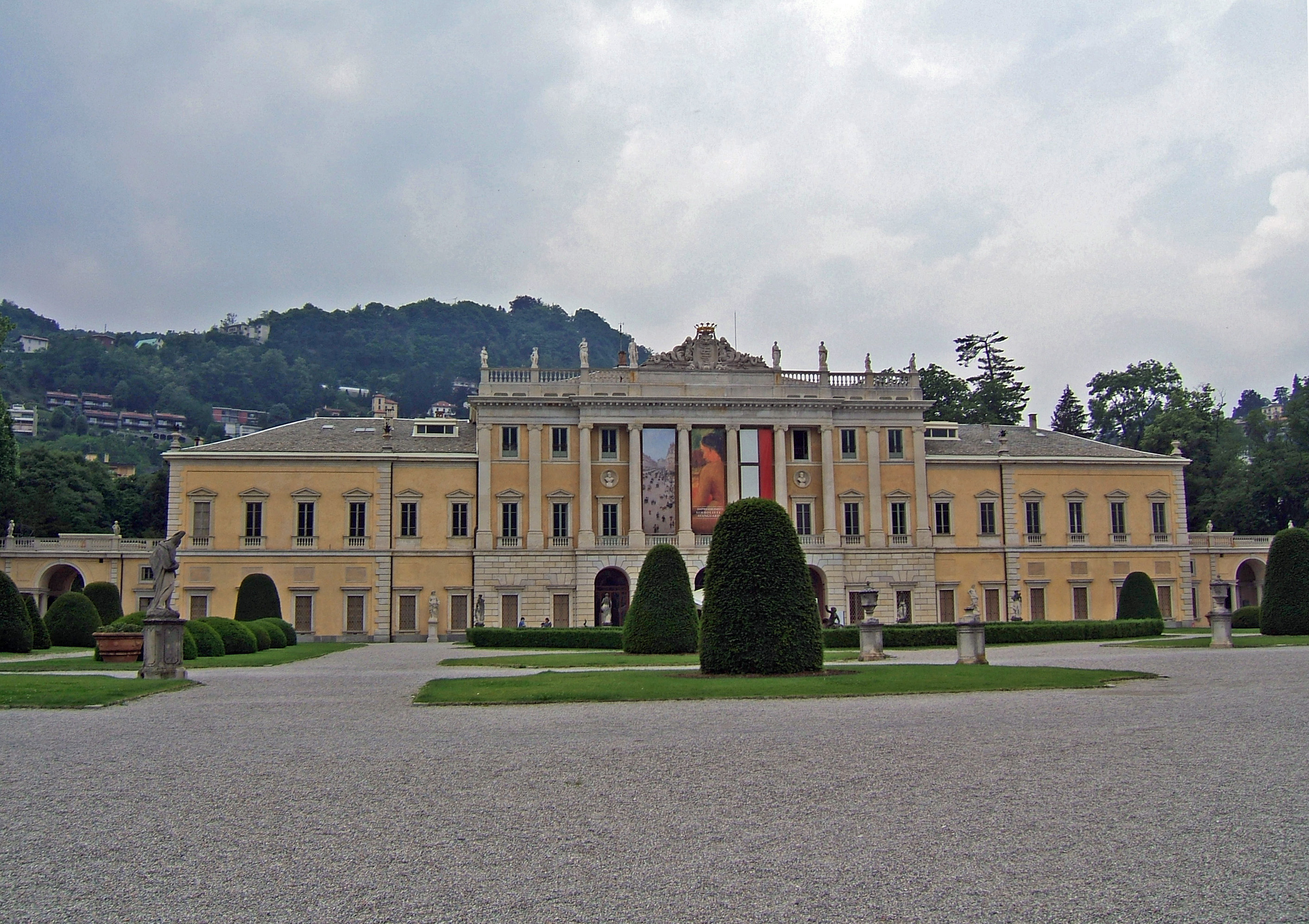
Villa Olmo – Fassade zum Comer See

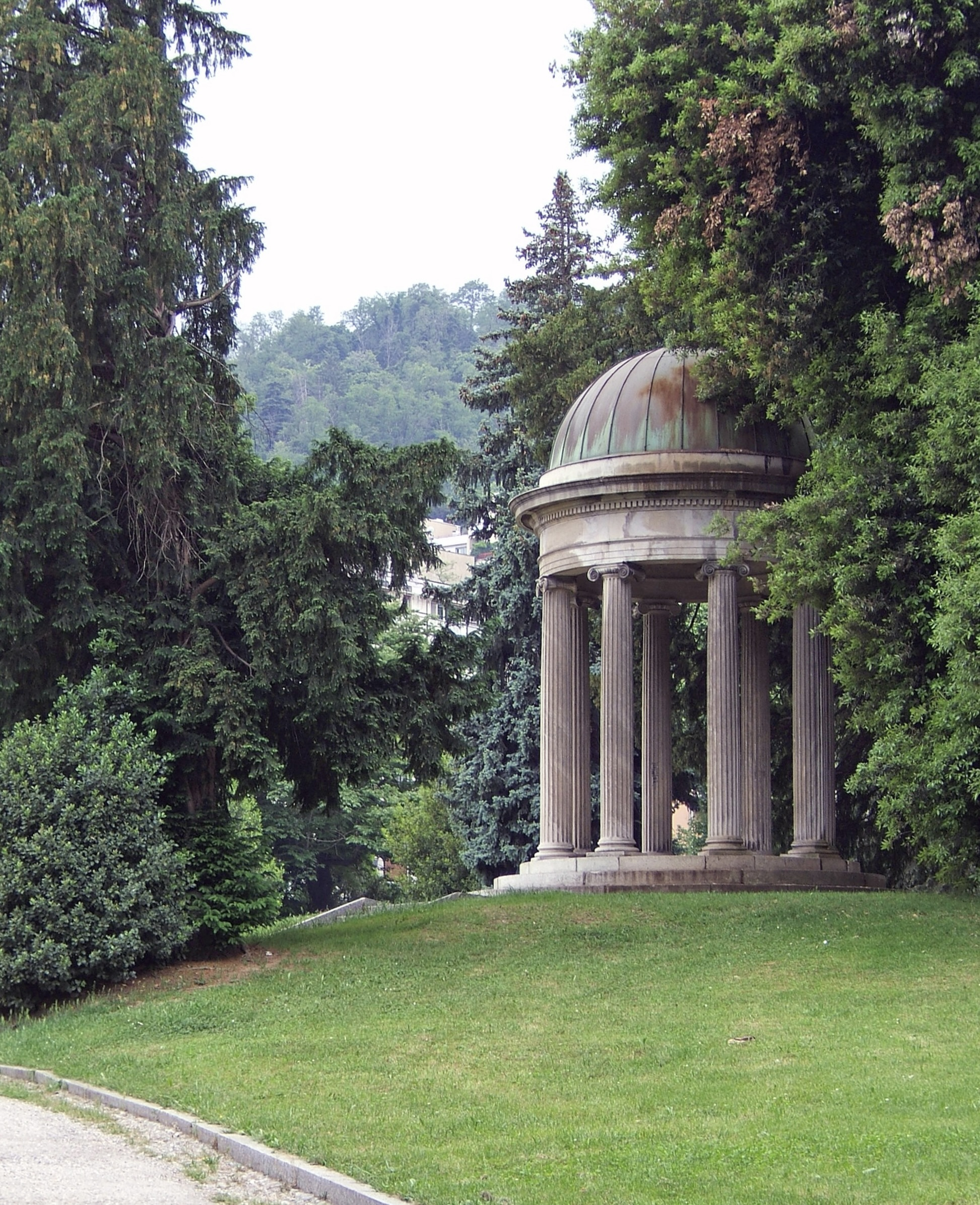
Villa Olmo – Englischer Landschaftspark

Die Villa Olmo in der Via Cantoni liegt in Como, in der Region Lombardei, Italien.

## Geschichte
Die Villa wurde im Auftrag des Marquis Innocenzo Odescalchi 1782 bis 1797 im klassizistischen Stil erbaut. Begonnen wurde der Bau unter dem Schweizer Baumeister Innocenzo Regazzoni aus Balerna und vollendet vom ebenfalls aus dem Tessin stammenden Baumeister Simone Cantoni, unter Mitarbeit von Domenico, Carlo Luca und Giuseppe Pozzi und des Bildhauers Francesco Carabelli.
Namensgeber der Villa Olmo war eine hundertjährige Ulme (ital. Olmo), die dort stand. Nach dem Tod Innocenzo Odescalchis im Jahre 1824 kam die Villa in den Besitz der Familie Raimondi. Die Villa beherbergte zahlreiche berühmte Persönlichkeiten, darunter Napoleon und Metternich. Auch Marschall Radetzky weilte hier, nachdem Giorgio Raimondi 1848 ins Tessin flüchten musste, weil er die Erhebung Comos und anderer Städte gegen die Habsburger unterstützt hatte. 1859 kehrte er zurück und lud Giuseppe Garibaldi in die Villa Olmo ein, der hier Raimondis Tochter Giuseppina heiratete.
Die Erben Raimondis verkauften die Villa 1883 an Herzog Guido Visconti di Modrone (1838–1902), der den Baumeister Emilio Alemagna (1833–1910) mit größeren Umbauten beauftragte. So wurden die seitlichen Stallungen abgerissen und der Eingangsbereich der Villa durch Herausbrechen der Decke in eine große Halle umgebaut. Ein kleines Theater wurde errichtet und der Garten hinter der Villa in einen englischen Park umgestaltet.
1924 wurde die Villa von der Gemeinde Como gekauft. Zum hundertsten Todestag Alessandro Voltas wurde 1927 eine internationale Ausstellung in der Villa eingerichtet. Seit 1982 ist sie Sitz des „Centro Volta“ und wird für Ausstellungen, Kongresse und Veranstaltungen genutzt.
1981 wurden Szenen des Films Gib dem Affen Zucker (Hauptrollen: Adriano Celentano und Ornella Muti) vor und in der Villa (im Film der Palast eines fiktiven Fürstentums) gedreht.